# 何严萍
何严萍（1972年10月—），云南文山人。女，傣族。云南大学教育部自然资源药物化学重点实验室教授。1994年7月参加工作，2007年12月加入九三学社。第十二届、第十四届全国人大代表。

## 生平
1990年至1994年，就读于云南大学化学系应用化学专业，获学士学位。1994年至2000年，任文山州食品药品检验所工作技师（其间于1997年至1999年就读云南大学化学系，获分析化学硕士学位）。2000年至2004年，就读于复旦大学化学系有机化学专业，获博士学位。2004年8月至今，在云南大学化学科学与工程学院任教，主要从事抗病毒、抗癌药物设计、合成及构效关系的研究。